# Hökarängsbadet

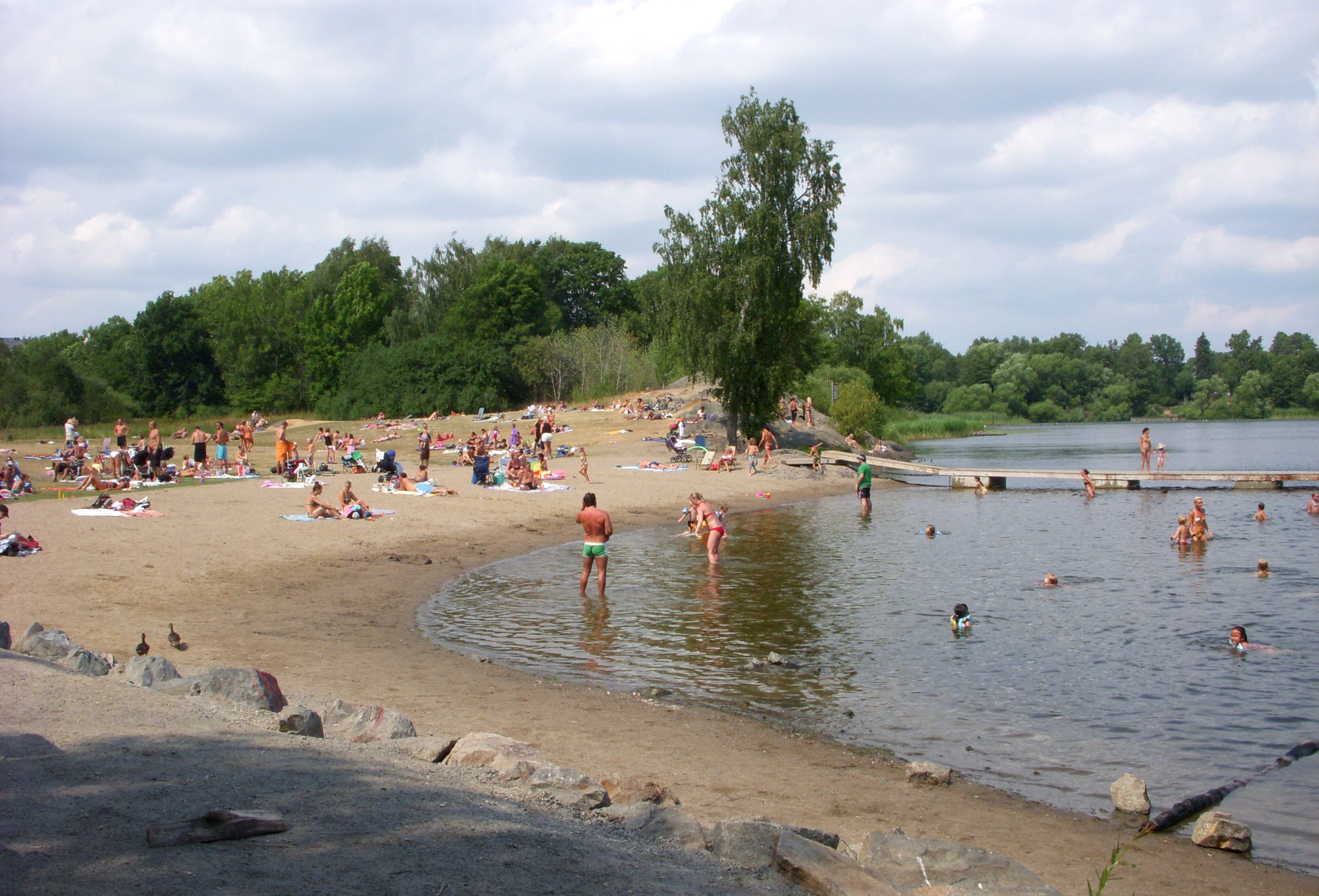
Hökarängsbadet, juli 2010.

Hökarängsbadet är ett strandbad vid Perstorpsvägen på västra sidan av sjön Drevviken i stadsdelen Farsta i södra Stockholm.
Hökarängsbadet har en cirka 60 meter lång sandstrand med en badbrygga och en stor äng och ett klippområde för solbad. Det finns grillplats, servering, toaletter och utomhusdusch. Vid infarten till badet finns en stor bilparkering. Närmaste tunnelbanestation finns  i Farsta Centrum som ligger drygt 1 000 meter i västlig riktning. Det går även att ta buss 184 från Farsta till Farsta sjukhem eller till Larsboda trafikplats. Man kan också ta tunnelbanan till Skarpnäck och sedan gå till hållplats Skarpnäcks gård och sedan ta buss 181 mot Farsta Strand och kliva av vid Farsta sjukhem eller Larsboda trafikplats. Strax norr om badet ligger Hökarängens gård.